# Franciszek Szczepański

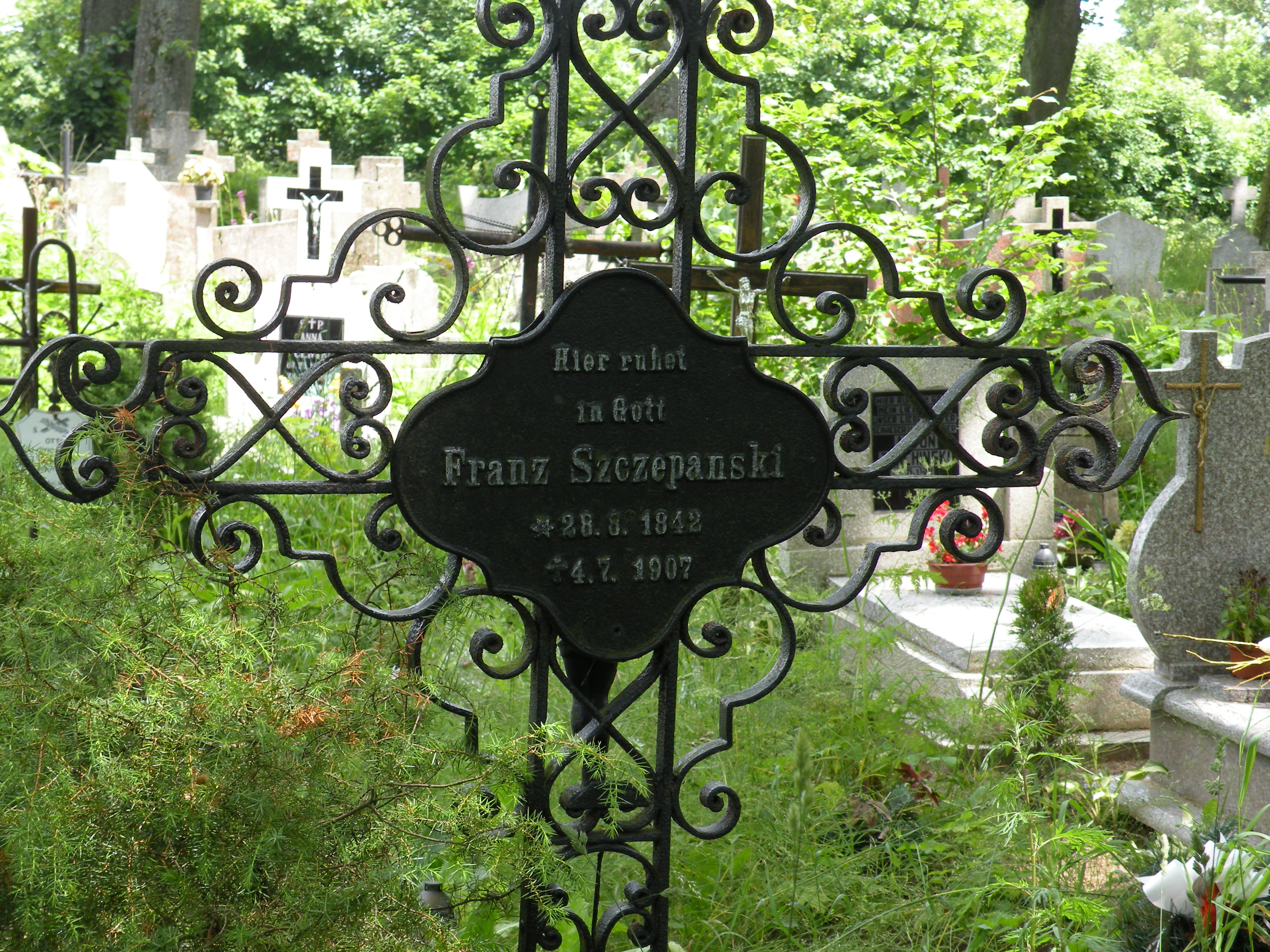
Nagrobek Franciszka Szczepańskiego, cmentarz w Lamkowie

Franciszek Szczepański (ur. 28 sierpnia 1842 w Lamkowie, zm. 4 lipca 1907 w Lamkowie) – warmiński działacz społeczny, bibliotekarz. Zasłużył się w organizacji wiejskich bibliotek Towarzystwa Czytelni Ludowych na południowej Warmii.

## Życiorys
Był synem zamożnego gospodarza i sołtysa w Lamkowie, Franciszka. Publikował w chełmińskim "Przyjacielu Ludu" już w 1867, propagował kandydaturę Ignacego Łyskowskiego na posła do sejmu pruskiego z Warmii. 
Wspólnie z Janem Liszewskim i Andrzejem Samulowskim organizował w 1885 wiece i akcję petycyjną w sprawie przywrócenia języka polskiego w szkołach. 
Był współzałożycielem "Gazety Olsztyńskiej", na łamach której także publikował swoje korespondencje (podpisane "Spod Wartemborga" i "Z naszych stron"). Brał udział w zakładaniu Towarzystwa Wiecowego w Chełmnie. Kandydował na posła do sejmu Rzeszy (1890), uzyskał 5171 głosów w powiecie olsztyńskim i reszelskim; mandatu nie zdobył, ale popierany przez niego w kolejnych wyborach ks. Antoni Wolszlegier został posłem do Reichstagu w 1893.
Jako delegat na Warmię Towarzystwa Czytelni Ludowych zorganizował sieć 52 biblioteczek. Organizował spotkania z bibliotekarzami i kolektorami.
7 maja 1999 Szkole Podstawowej w Lamkowie nadano imię Franciszka Szczepańskiego.